# Vinnie Paz
Vincenzo Luvineri (Agrigento, 5 oktober 1977), beter bekend onder zijn pseudoniem Vinnie Paz; oorspronkelijk: Ikon the Verbal Hologram is een Italiaans-Amerikaanse rapper en de lyricist achter de underground hiphop-groep Jedi Mind Tricks.
Vinnie Paz werd katholiek opgevoed en is later bekeerd tot moslim. Zijn teksten behandelen frequent onderwerpen als religie, de Amerikaanse overheid en oorlog. Hij groeide op samen met Kevin Baldwin (Stoupe the Enemy of Mankind), de latere DJ van Jedi Mind Tricks.
Oorspronkelijk koos Vincenzo Luvineri voor het pseudoniem Ikon the Verbal Hologram maar door onenigheid met iCON the Mic King (een battle-MC uit Philadelphia) veranderde hij zijn naam naar Vinnie Paz. Hij vernoemde zich naar een bokser uit Rhode Island, Vinny Paz. Vinnie Paz heeft een aantal aliases, waaronder Louie Doggs, Vinnie Vicious, The Pazmanian Devil, Frank Vinatra, en Vin Laden.
Zijn stijl is beïnvloed door de muziek van artiesten als MC Freshco & DJ Miz, de Tuff Crew, Hilltop Hustlers, Steady B, EPMD, Gang Starr, Lord Shafiq en Cool C. Hij is ook fan van heavy metal, en gebruikt soms namen van metal nummers als naam voor nummers van Jedi Mind Tricks.
Vinnie Paz formeerde de supergroep Army of the Pharaohs, waarin hij zelf zit samen met Apathy, Celph Titled, Chief Kamachi, 7L & Esoteric, Planetary & Crypt the Warchild (Outerspace), King Syze, Faez One, Jus Allah, Doap Nixon, Reef the Lost Cauze and Des Devious.
Vinnie Paz heeft meegewerkt aan nummers van artiesten als Canibus, Sabac Red, Pumpkinhead en Block McCloud. Vinnie Paz heeft ook meegewerkt aan het nummer "Watch Your Step" dat uitgebracht werd op Percee P's album Perseverance uit 2007.

## Discografie

### Mixtapes
- Pazmanian Devil (2005)
- The Sound & The Fury (2006)
- Before The Assassin (2010)
- Fires Of The Judas Blood (2010)
- The Priest Of Bloodshed (2012)
- Digital Dynasty (2013)
- Flawless Victory (2014)
- Savor The Kill (2020)
- Lower The Blade (2022)

### Extended Plays
- Prayer For The Assassin (2010)

- Carry On Tradition (2013)
- Jacintho's Praying Mantis (2024)

### Studio Aldums
- Season Of The Assassin (2010)
- God of the Serengeti (2012)
- The Cornerstone Of The Corner Store (2016)
- The Pain Collector (2018)
- As Above So Below (2020)
- Burn Everything That Bears Your Name (2021)
- Tortured In The Name God's Unconditional Love (2022)
- All Are Guests In The House Of God (2023)
- God Sent Vengeance (2025)

### Compilation Albums
- The Essential Collabo Collection Vol. 1 (2016)
- The Essential Collabo Collection Vol. 2 (2016)

### Collaboration Albums
- Camouflage Regime (met Tragedy Khadafi) (2019)

### Heavy Metal Kings
- Heavy Metal Kings (met Ill Bill) (2011)
- Black God White Devil (met Ill Bill) (2017)

### Jedi Mind Tricks
- Amber Probe Ep (1996)
- The Psycho-Social, Chemical, Biological & Electro-Magnetic Manipulation Of Human Consciousness (1997)
- Violent By Design (1999)
- Visions Of Gandhi (2003)
- Legacy Of Blood (2004)
- Servants In Heaven, Kings In Hell (2006)
- A History Of Violence (2008)
- Violence Begets Violence (2011)
- The Thief & The Fallen (2015)
- The Bridge & The Abyss (2018)
- The Funeral & The Raven (2021)

### Army Of The Pharaohs
- The Five Perfect Exertions Ep (1998)
- Rare Shit, Collabos & Freestyles (Compilation) (2003)
- The Torture Papers (2006)
- The Bonus Papers (Mixtape) (2006)
- After Torture There's Pain (Mixtape) (2007)
- Ritual Of Battle (2007)
- The Pharaoh Philes (2010)
- The Unholy Terror (2010)
- In Death Reborn (2014)
- Heavy Lies The Crown (2014)
- Dead Mocros Ep (2014)